# The Atticus Institute
The Atticus Institute este un film de groază american din 2015 regizat de Chris Sparling.

## Distribuție
- William Mapother
- Rya Kihlstedt
- John Rubinstein